# 道格拉斯城 (加利福尼亞州)
道格拉斯城（英語：Douglas City）是位於美國加利福尼亞州三一縣的一個人口普查指定地區。

## 地理
道格拉斯城的座標為40°38′42″N 122°55′39″W / 40.64500°N 122.92750°W，而該地最高點為海拔高度656米（即2152英尺）。

## 人口
根據2010年美國人口普查的數據，道格拉斯城的面積為64.892平方千米，當中陸地面積為64.860平方千米，而水域面積為0.032平方千米。當地共有人口713人，而人口密度為每平方千米10人。